# Pelișor (Sibiu)

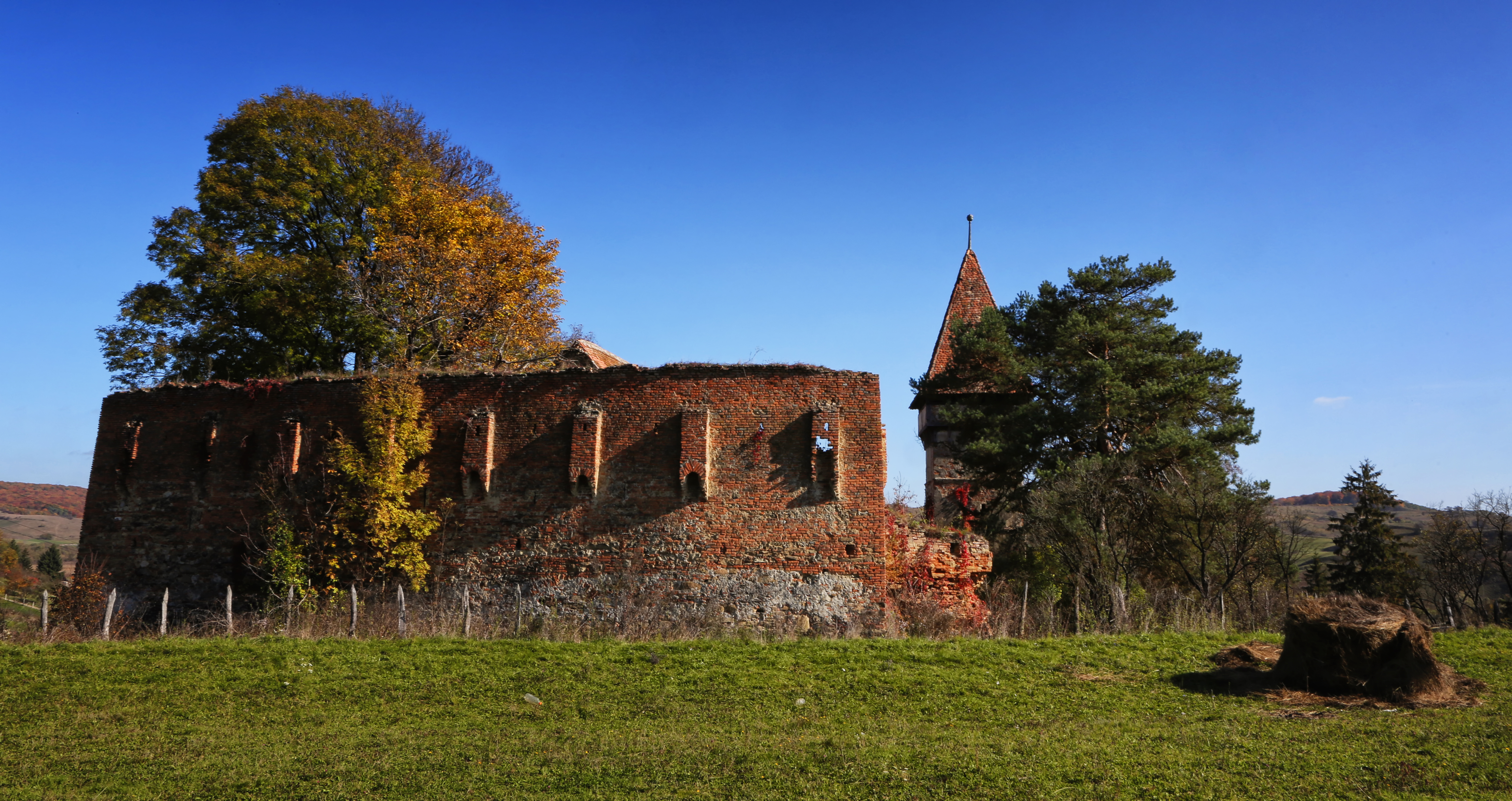
Wehrmauer der Kirchenburg in Magarei

Pelișor (ehem. Măgărei; deutsch Magarei, ungarisch Magaré) ist ein rumänisches Dorf im Kreis Sibiu, an der Straße zwischen Mediaș und Agnita gelegen. Es ist Teil der Gemeinde Bârghiș bei Hermannstadt.

## Geographische Lage
Im Harbacher-Hochland gelegen, befindet sich das Dorf an der Kreisstraße (Drum județean) DJ141 acht Kilometer nördlich vom Gemeindezentrum entfernt.

## Geschichte
Der heute mehrheitlich von Roma bewohnte Ort, wurde 1357 erstmals urkundlich erwähnt. Da der Ort einst auf morastigem Grund befand, wurden die Dorfbewohner auch „Stelzengänger“ genannt.
Die Kirchenburg mit separatem Glockenturm oberhalb des Dorfes, wurde im 15. Jahrhundert errichtet und im 18. Jahrhundert erneuert. Im Verzeichnis historischer Denkmäler des Ministeriums für Kultur und nationales Erbe (Ministerul Culturii și Patrimoniului Național) steht die Kirchenburg unter Denkmalschutz. Diese ist heute dem Zerfall geweiht.
Anfang 2024 wurde das ehemalige evangelische Pfarrhaus zum Verkauf angeboten.